# Volume Two
Volume Two é o segundo álbum de estúdio da banda She&Him, formada por Zooey Deschanel e M. Ward. O álbum foi lançado em 2010.
Listagem do álbum foi anunciada em 08 de dezembro de 2009. "In the Sun", foi publicado online pela Pitchfork Media em 22 de janeiro de 2010 e foi lançada como um single com "I Can Hear Music" em 23 de fevereiro de 2010. Um vídeo de "In the Sun" foi lançado em 09 de março de 2010.
Listagem do álbum foi anunciada em 08 de dezembro de 2009. "In the Sun", foi publicado online pela Pitchfork Media em 22 de janeiro de 2010 e foi lançada como um single com "I Can Hear Music" em 23 de fevereiro de 2010. Um vídeo de "In the Sun" foi lançado em 09 de março de 2010.
Em 9 de fevereiro de 2010, She & Him foram entrevistados pela BBC 6 Music e realizando "Thieves" e "Gonna Get Along Without You Now", do álbum ainda-não-lançado. Duas versões da canção "Thieves" foram feitas disponível em linha. Um deles foi que tocou durante a entrevista da BBC  e duas semanas depois Stereogum estreou a versão de estúdio do álbum. Um vídeo de "Thieves" foi lançado em 9 de julho de 2010.
Em 14 de março de 2010, o álbum inteiro tornou-se disponível para streaming no site da NPR.  O álbum estreou no número seis na Billboard 200.

## Recepção crítica
O álbum recebeu críticas amplamente positivas. Stephen Thompson escreve em NPR primeira audição, "[Volume II] não é exatamente arrastando ouvintes através de um Hellride complexo emocional É mais doce do que confessional, mas é um tipo-humorado;. O equivalente de áudio de uma brisa da primavera que sopra em menos um momento perfeito."
Rob Dixon comentou em inthenews.co.uk ", para uma parceria que muitos não podem ver como a mais óbvia, que funciona brilhantemente bem. Ao longo das 13 faixas, há uma série de pedras preciosas, enquanto todas as músicas são habilmente trabalhada por Deschanel e Ward facilmente capturado por ... As capas também são tratadas com habilmente e ajustar o ambiente geral do álbum, que tem um brilhante de verão - e, ocasionalmente, jaunty -. para ele se sentir a doçura não pode ser para todos os gostos embora , nomeadamente no que ouve em algumas faixas inicial pode parecer um pouco samey ".

## Faixas
Todas as músicas escritas por Zooey Deschanel, exceto onde indicado.
| Volume Two |                                                   |         |  |
| N.º        | Título                                            | Duração |  |
| 1.         | "Thieves"                                         | 4:07    |  |
| 2.         | "In the Sun"                                      | 2:50    |  |
| 3.         | "Don't Look Back"                                 | 3:23    |  |
| 4.         | "Ridin' My Car" (Alan G. Anderson)                | 3:15    |  |
| 5.         | "Ligering Still"                                  | 3:01    |  |
| 6.         | "Me and You"                                      | 3:19    |  |
| 7.         | "Gonna Get Along Without You Now" (Milton Kellem) | 2:31    |  |
| 8.         | "Home"                                            | 4:41    |  |
| 9.         | "I'm Gonna Make It Better"                        | 3:31    |  |
| 10.        | "Sing"                                            | 3:13    |  |
| 11.        | "Over It Over Again"                              | 3:29    |  |
| 12.        | "Brand New Shoes"                                 | 3:04    |  |
| 13.        | "If You Can't Sleep"                              | 2:48    |  |

| Bonus Track |                                                                                  |         |  |
| N.º         | Título                                                                           | Duração |  |
| 14.         | "I Knew It Would Happen This Way" (iTunes pré-encomenda, a liberação brasileira) | 1:58    |  |
| 15.         | "I Can Hear Music" (Lançamento Brasileiro)                                       | 3:53    |  |

## Execucação
- Zooey Deschanel - vocais, piano, letras
- M. Ward - guitarra, vocais, bandolim, vibrações, sintetizador, produtor
- Mike Coykendall - baixo, backing vocals
- Scott McPherson - bateria, percussão
- Mike Mogis - percussão, bandolim, sintetizador
- Paul Brainard - guitarra pedal steel
- Tom Hagerman - cordas
- Peter Broderick - cordas
- Amanda Lawrence - cordas
- Tilly e Wall - backing vocals em "In The Sun"

Produção
- Mike Coykendall - engenharia, mistura
- Mike Mogis - engenharia, mistura
- Kendra Lynn - engenharia adicional
- Bob Ludwig - masterização
- Kate Quinby - arte

## Posição nas paradas musicais
| Parada (2010)                       | Melhor posição |
| ----------------------------------- | -------------- |
| Estados Unidos (Billboard 200)      | 6              |
| Estados Unidos (Independent Albums) | 1              |
| Estados Unidos (Rock Album)         | 1              |
| Estados Unidos (Folk Albums)        | 1              |